# Hănțești
Hănțești je obec v župě Sučava v Rumunsku. Žije zde přibližně 3 800 obyvatel. Součástí obce jsou i dvě okolní vesnice.

## Části obce
- Hănțești – 3 199 obyvatel
- Arțari – 12 obyvatel
- Berești – 565 obyvatel